# 恋は世界定理と共に
「恋は世界定理と共に」（こいはせかいていりとともに）は、DIALOGUE+の楽曲で、6枚目のシングルである。作詞は田淵智也（UNISON SQUARE GARDEN）、作曲は竹内サティフォ、編曲は中山真斗が担当している。2022年6月15日にポニーキャニオンから発売。

## 概要
表題曲はテレビアニメ『恋は世界征服のあとで』エンディングテーマとして使用された。
初回盤には特典としてフルカラーブックレットとBlu-rayが収録。

## 収録曲
| 全編曲: 中山真斗。 |                                      |           |                |       |
| #                  | タイトル                             | 作詞      | 作曲           | 時間  |
| 1.                 | 「恋は世界定理と共に」               | 田淵智也  | 竹内サティフォ | 4:29  |
| 2.                 | 「ガガピーガガ」                     | 古屋真    | 田淵智也       | 3:33  |
| 3.                 | 「恋は世界定理と共に」(TVサイズ)     |           |                | 1:33  |
| 4.                 | 「恋は世界定理と共に」(Instrumental) |           |                | 4:29  |
| 5.                 | 「ガガピーガガ」(Instrumental)       |           |                | 3:33  |
| 合計時間:          | 合計時間:                            | 合計時間: | 合計時間:      | 17:37 |

| #  | タイトル                                                            | 作詞 | 作曲・編曲 |
| -- | ------------------------------------------------------------------- | ---- | ---------- |
| 1. | 「恋は世界定理と共に」(MV)                                          |      |            |
| 2. | 「恋は世界定理と共に」(MVメイキング)                                |      |            |
| 3. | 「全力ライブ「ぼくたちの現在地2022」ライブ映像」(2022年1月23日公演) |      |            |